# Provinz Schleswig-Holstein
Die preußische Provinz Schleswig-Holstein entstand 1867 nach dem Deutsch-Dänischen Krieg (1864) und dem Deutschen Krieg (1866) aus dem Herzogtum Schleswig und dem Herzogtum Holstein. Der Status einer Provinz im Freistaat Preußen endete mit der Gründung des Landes Schleswig-Holstein am 23. August 1946.

## Geschichte

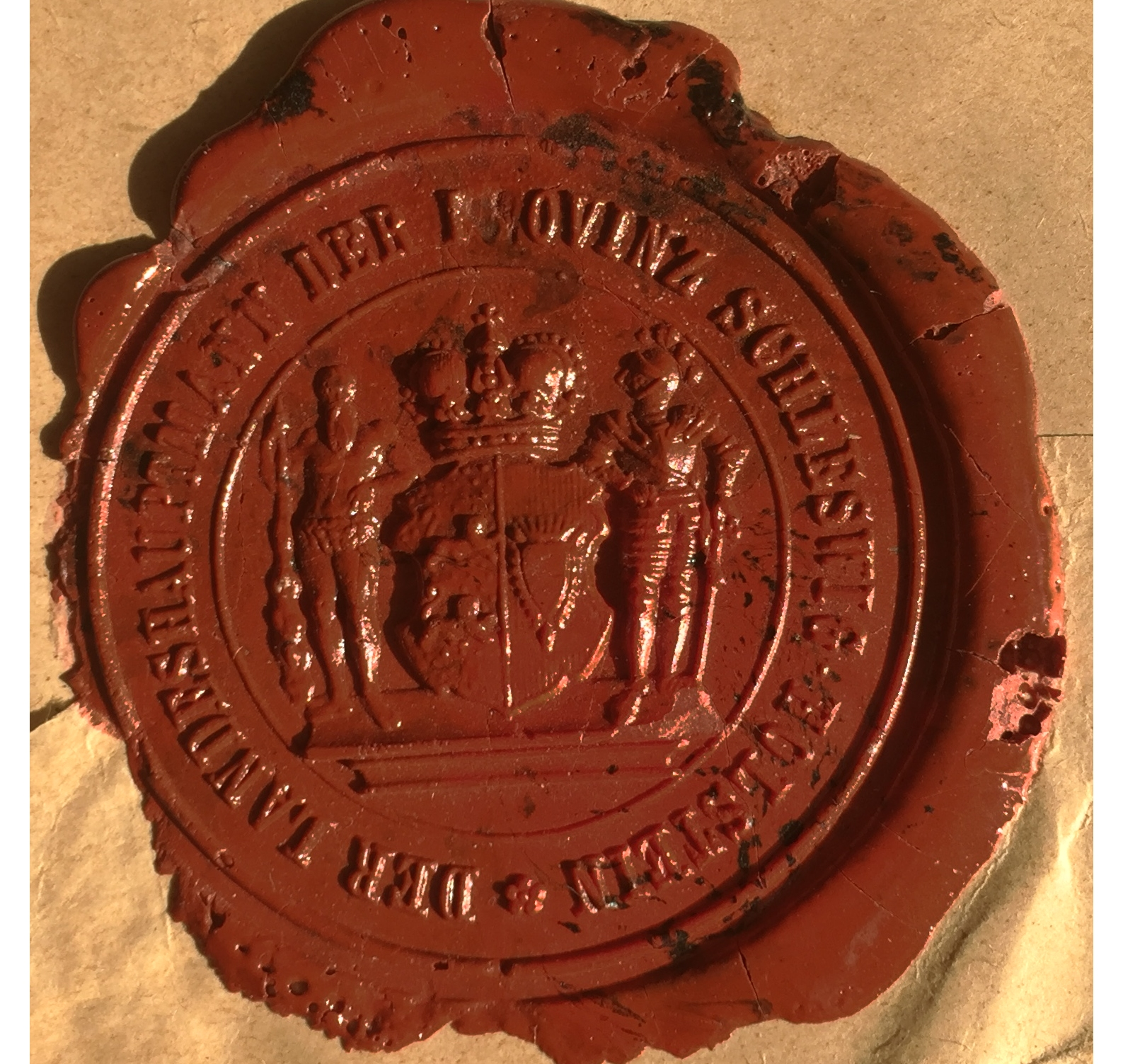
Siegel des Landeshauptmanns der Provinz Schleswig-Holstein

### Vorgeschichte
Um das Herzogtum Schleswig konzentrierte sich im 12./13. Jahrhundert sowohl die dänische als auch holsteinische Machtpolitik; es löste sich dynastisch zusehends von der Krone Dänemark. Holstein war seit 1111 eine Grafschaft unter dem deutschen Herzogtum Sachsen, spielte nach dessen Auflösung jedoch zusehends eine selbständige Rolle unter den Grafen von Schauenburg und Holstein. Trotzdem blieben Schleswig ein dänisches und Holstein ein deutsches Lehen. 1326 wurde der holsteinische Graf Gerhard III. faktisch Herrscher auch über Schleswig und Dänemark, und 1386 gelang es dem holsteinischen Graf Gerhard VI., die Herzogswürde über Schleswig zu erlangen. Nach einigen Konflikten zwischen Grafengeschlecht und Königshaus bildeten Schleswig und Holstein unter Graf Adolf VIII. von 1435 bis zu dessen Tod 1459 de facto ein selbständiges Fürstentum, obwohl Schleswig als Lehen ein Teil des dänischen und Holstein als Lehen ein Teil des römisch-deutschen Reichs verblieben. 1460 wählten die Stände den dänischen König Christian I. zum gemeinsamen Landesherren. Trotz einiger zeitweise langfristiger Landesteilungen blieb die Stellung Schleswigs und des 1474 zum Herzogtum erhobenen Holstein als Teile der dänischen Monarchie bis 1848 unangetastet.
Der politische und wirtschaftliche Einfluss z. B. des holsteinischen Adels in Schleswig wirkte sich langfristig auch sprachlich aus, indem die deutsche Sprache zunehmend an Bedeutung gewann. So wurde Deutsch noch unter den dänischen Königen Rechts- und Kirchensprache im südlichen Schleswig, im 18. und vor allem 19. Jahrhundert vollzog sich dort schließlich ein Sprachwechsel hinsichtlich der Umgangssprachen, dänische und friesische Dialekte wichen sukzessive dem Nieder- und Hochdeutschen.
Überlagert wurde diese Entwicklung durch den aufkommenden Nationalismus und die Frage der Erbfolge nach dem bevorstehenden Aussterben des Mannesstammes des Königshauses. Dies führte zur Märzrevolution in Kopenhagen und zur Schleswig-Holsteinischen Erhebung in den Herzogtümern. Die deutschgesinnten schleswig-holsteinischen Nationalliberalen wollte ein geeintes und von Dänemark unabhängiges Schleswig-Holstein innerhalb des Deutschen Bundes, während die dänischen Nationalliberalen Schleswig (unter Preisgabe Holsteins) in das Königreich integrieren wollten. 1851 wurde der Status quo ante des Dänischen Gesamtstaates wiederhergestellt.
Der Konflikt zwischen beiden Nationalitäten sollte noch andauern und spiegelte sich zwischen den beiden Schleswigschen Kriegen in einem Verfassungskonflikt wider. Die 1855 verabschiedete gemeinsame Verfassung für den Gesamtstaat wurde noch im gleichen Jahr von der holsteinischen Ständeversammlung verworfen und drei Jahre später auch vom Bundestag in Frankfurt für das bundesangehörige Holstein außer Kraft gesetzt. Die daraufhin 1863 entworfene Novemberverfassung hatte nur für Dänemark und Schleswig, nicht aber für Holstein und Lauenburg Gültigkeit und verletzte somit das Londoner Protokoll von 1852 über die Zusammengehörigkeit der Herzogtümer innerhalb des Gesamtstaates.

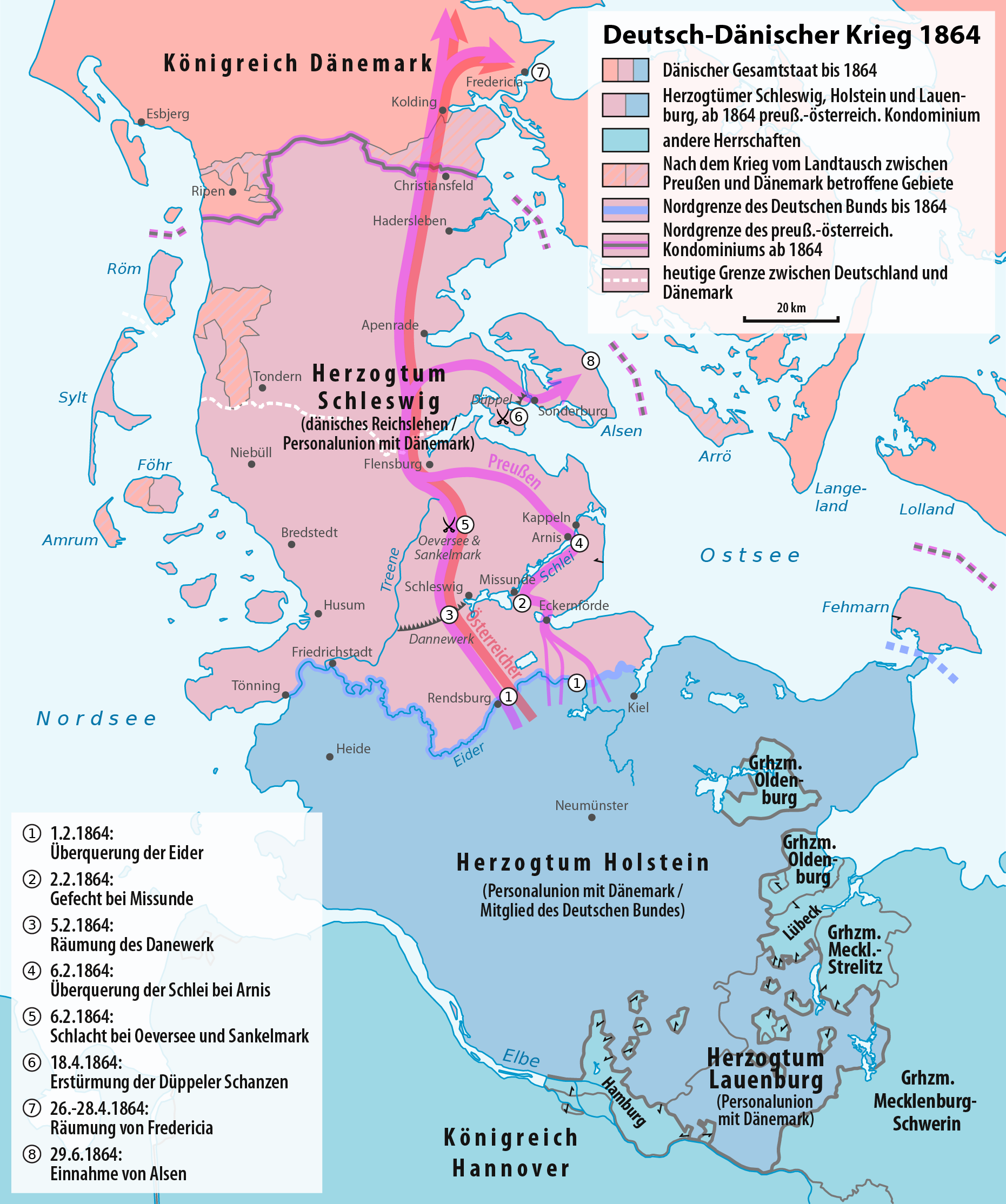
Verlauf des Deutsch-Dänischen Krieges 1864

Der Deutsche Bund forderte die Rücknahme der Novemberverfassung und verhängte im Dezember 1863 eine Bundesexekution gegen das Herzogtum Holstein, welches von lauenburg-sächsischen und hannoverschen Bundestruppen besetzt wurde. Am 16. Januar 1864 stellten dann Preußen und Österreich Dänemark ein 48-Stunden-Ultimatum zur Aufhebung der Novemberverfassung und der Räumung Schleswigs, das Dänemark verstreichen ließ. Am 1. Februar 1864 überschritten österreichische und preußische Truppen schließlich trotz Kritik des Deutschen Bundes die Eider, den historischen Grenzfluss zwischen Holstein und Schleswig, und besetzten innerhalb weniger Monate das Herzogtum Schleswig und Teile des übrigen Jütlandes. Am Ende des Krieges musste die dänische Monarchie auf alle drei Herzogtümer verzichten: Dänemark übertrug die Souveränität an Österreich und Preußen gemeinsam, ab 1865 verwaltete Preußen Schleswig und Österreich Holstein.

### Die Provinz von 1867 bis 1946

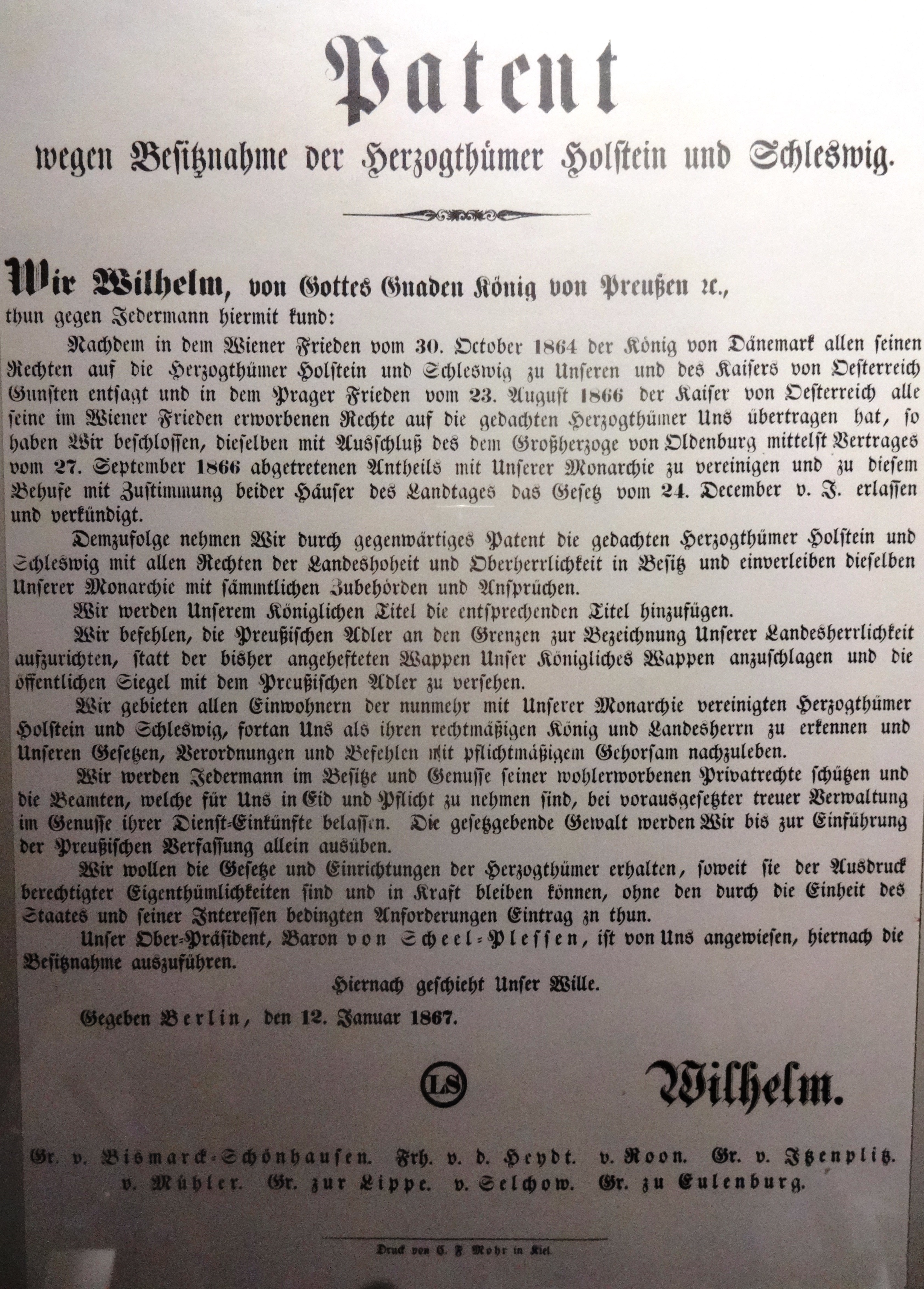
Erklärung des preußischen Königs über die Annexion Schleswig-Holsteins von 1867

Im Herbst 1866 musste Österreich nach dem Deutschen Krieg auf seine Ansprüche verzichten, und Preußen annektierte 1867 die Herzogtümer Schleswig und Holstein: Es entstand die preußische Provinz Schleswig-Holstein. Das Herzogtum Lauenburg wurde bereits ab 1865 in preußischer Personalunion regiert und wurde 1876 als Kreis Herzogtum Lauenburg der Provinz eingegliedert. Sitz des Oberpräsidenten der neuen Provinz (dem Regierungspräsidenten in Schleswig übergeordnet) war zunächst Kiel, ab 1879 Schleswig und ab 1917 erneut Kiel. Verwaltungsmäßig war die Provinz Schleswig-Holstein in Stadt- und Landkreise gegliedert. Es gab nur einen Regierungsbezirk (Schleswig), der folglich territorial identisch mit der gesamten Provinz war.
Nach dem Ersten Weltkrieg musste Preußen den nördlichen Teil des Landesteils Schleswig auf Grund einer Abstimmung 1920 an Dänemark abtreten.
Mit dem Groß-Hamburg-Gesetz 1937 wurde die ehemals Freie Reichsstadt Lübeck sowie das ehemalige Fürstentum Lübeck – ab 1919 Landesteil Lübeck (Hauptstadt Eutin) des Freistaates Oldenburg – in die Provinz Schleswig-Holstein eingegliedert. Gleichzeitig wurden die Stadtkreise Altona und Wandsbek ausgegliedert und in die Stadt Hamburg eingegliedert.
Nach dem Zweiten Weltkrieg wurde aufgrund des Barber-Ljaschtschenko-Abkommens ein kleiner Teil östlich von Ratzeburg dem Land Mecklenburg zugeordnet und die Provinz Schleswig-Holstein mit einigen mecklenburgischen Exklaven Bestandteil der Britischen Besatzungszone. Durch Verordnung der Militärregierung entstand mit Wirkung vom 23. August 1946 aus der Provinz Schleswig-Holstein das Land Schleswig-Holstein, das seit 1949 ein Land der Bundesrepublik Deutschland ist. Durch den Verzicht auf die Meldepflicht seitens der britischen Besatzungsmacht und die Anziehungskraft des Sonderbereichs Mürwik entwickelte sich Schleswig-Holstein zum „sicheren Hafen“ für zahllose NS-Kriegsverbrecher, die über die Rattenlinie Nord dort untertauchten.
Dieses Merkmal setzte sich nahtlos im Parlament und der Landesregierung von Schleswig-Holstein seit 1946 fort. Ende der 1950er Jahre lag der Anteil ehemaliger NSDAP-Mitglieder im Kieler Landtag mehr als doppelt so hoch wie in Bremen und etwa 60 % höher als in Niedersachsen. In der Provinz Schleswig-Holstein, in der 1932/33 in einigen Regionen 70 % und mehr NSDAP gewählt hatten, galt lange nach dem Krieg eine NS-Mitgliedschaft nicht als anrüchig. Nach dem Wahlerfolg des bürgerlichen Lagers von 1950 hatten über zwei Jahrzehnte jeweils mindestens zwei von drei Regierungsmitgliedern vor 1945 der NSDAP angehört. Unter den Staatssekretären war die frühere NSDAP-Mitgliedschaft sogar die Norm.

## Siehe auch

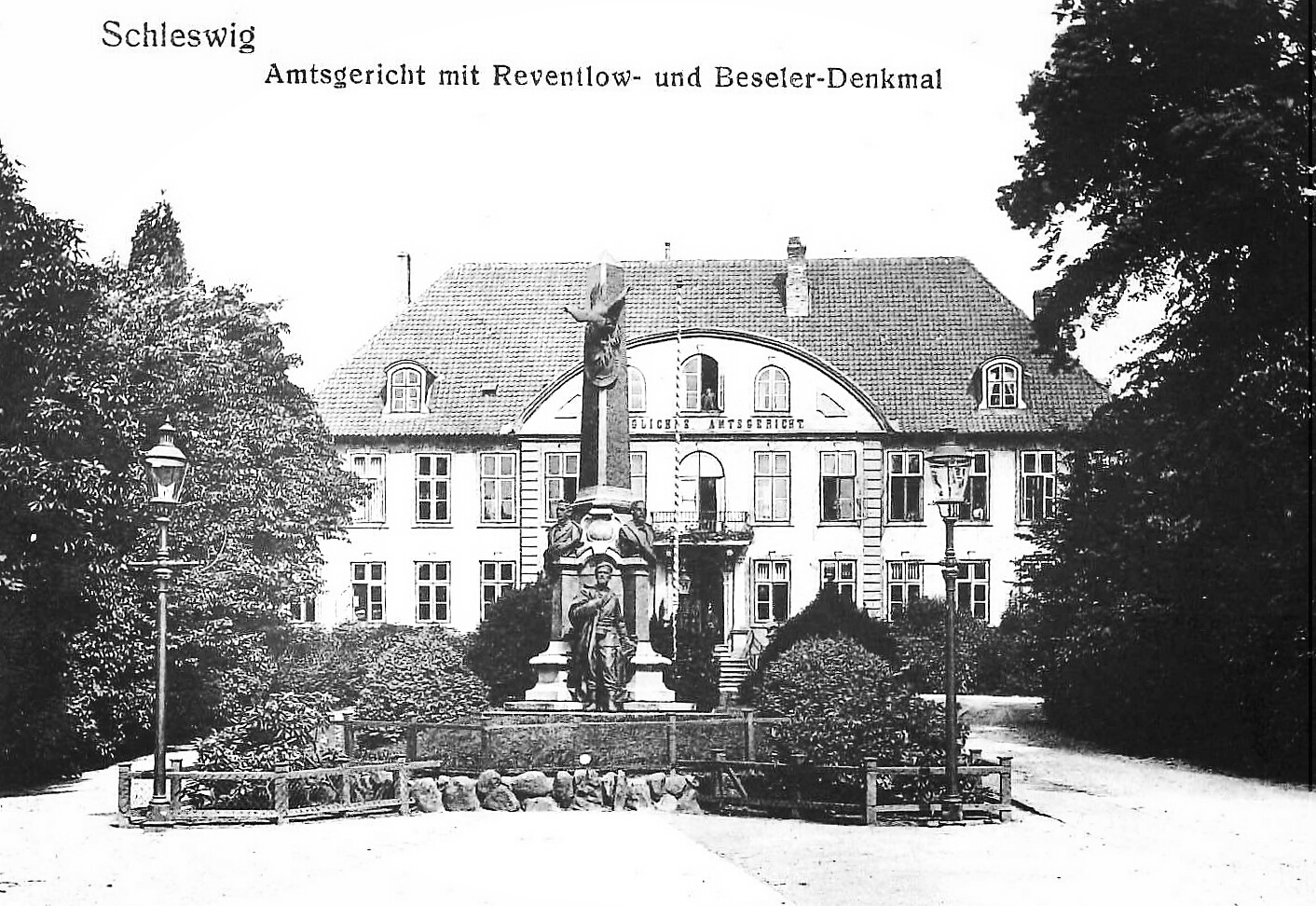
Reventlow-Beseler-Denkmal

## Einwohnerentwicklung und Gebiet
| Jahr          | 1871    | 1880      | 1890      | 1900      | 1910      | 1925      | 1933      | 1939      |
| Einwohnerzahl | 995.873 | 1.127.149 | 1.219.523 | 1.387.968 | 1.621.004 | 1.519.365 | 1.589.664 | 1.589.267 |

Von 1867 bis  zum Ersten Weltkrieg umfasste die Provinz eine Fläche von 19.019 km². Nach der Abtretung von Nordschleswig und den Gebietsänderungen durch das Groß-Hamburg-Gesetz verringerte sich die Fläche auf 15.682 km².

## Politik

### Oberpräsidenten
Von Seiten der preußischen Regierung wurden Oberpräsidenten eingesetzt, welche die Regierung in der Provinz vertraten und die Erledigung zentralpreußischer Aufgaben überwachten.
- 1867–1879: Carl von Scheel-Plessen
- 1879–1880: Karl Heinrich von Boetticher
- 1880–1896: Georg von Steinmann
- 1897–1901: Ernst von Köller
- 1901–1906: Kurt von Wilmowsky
- 1906–1907: Kurt von Dewitz
- 1907–1914: Detlev von Bülow
- 1914–1918: Friedrich von Moltke
- 1919–1932: Heinrich Kürbis, SPD
- 1932–1933: Heinrich Thon
- 1933–1945: Hinrich Lohse, NSDAP
- 1945: Waldemar Vöge (i. V.), NSDAP
- 1945: Otto Hoevermann (kommissarisch)
- 1945–1946: Theodor Steltzer, CDU

### Selbstverwaltung
Der Vereinigte Provinziallandtag und (ab 1876) der Provinzialverband wählten den Landesdirektor an die Spitze der Selbstverwaltung aller Kreise und kreisfreien Städte der Provinz. Der Kreis Herzogtum Lauenburg bildete nach dem Vereinigungsgesetz den eigenen Lauenburgischen Landeskommunalverband. Die Krone Preußen führte 1902 die Bezeichnung Landeshauptmann ein. In der Zeit des Nationalsozialismus wurden die Landeshauptmänner ab 1933 nach dem Führerprinzip eingesetzt und dem Oberpräsidenten unterstellt. Der Provinziallandtag wurde 1934 aufgelöst.
Landesdirektoren und Landeshauptmänner
1872–1895: Wilhelm von Ahlefeldt
1895–1907: Hermann von Graba (17. September 1833 bis 15. Juni 1908), ab 1902 mit neuer Bezeichnung Landeshauptmann
1907–1922: Karl von Platen-Hallermund
1923–1932: Reinhard Pahlke
1932–1935: Otto Röer, kommissarisch
1935–1938: Otto Röer, als ernannter Landeshauptmann
1938–1945: Wilhelm Schow, als ernannter Landeshauptmann
1945–1946: Hans Müthling

### Provinziallandtag
1925: SPD 32,7 % – 19 Sitze | Wiederaufbau 31,8 % – 18 Sitze | Landwirtschaft 12,7 % – 7 Sitze | KPD 7,3 % – 5 Sitze | DDP 5,5 % – 4 Sitze | WP 2,6 % – 2 Sitze | Einigkeit 1,6 % – 1 Sitz | Handwerk, Handel und Gewerbe 1,4 % – 1 Sitz | Eigenheim 1,2 % – 1 Sitz

1929: SPD 33,3 % – 21 Sitze | Heimat und Wirtschaft 25,3 % – 17 Sitze | NSDAP 10,3 % – 7 Sitze | KPD 7,3 % – 5 Sitze | DDP 3,7 % – 3 Sitze | Volkswohl 3,5 % – 3 Sitze

1933: NSDAP 54,9 % – 34 Sitze | SPD 22,4 % – 15 Sitze | DNVP 11,7 % – 7 Sitze | KPD 7,8 % – 5 Sitze
An 100 Prozent fehlende Stimmenanteile = Nicht im Provinziallandtag vertretene Wahlvorschläge.

## Verwaltungsgliederung der Provinz Schleswig-Holstein

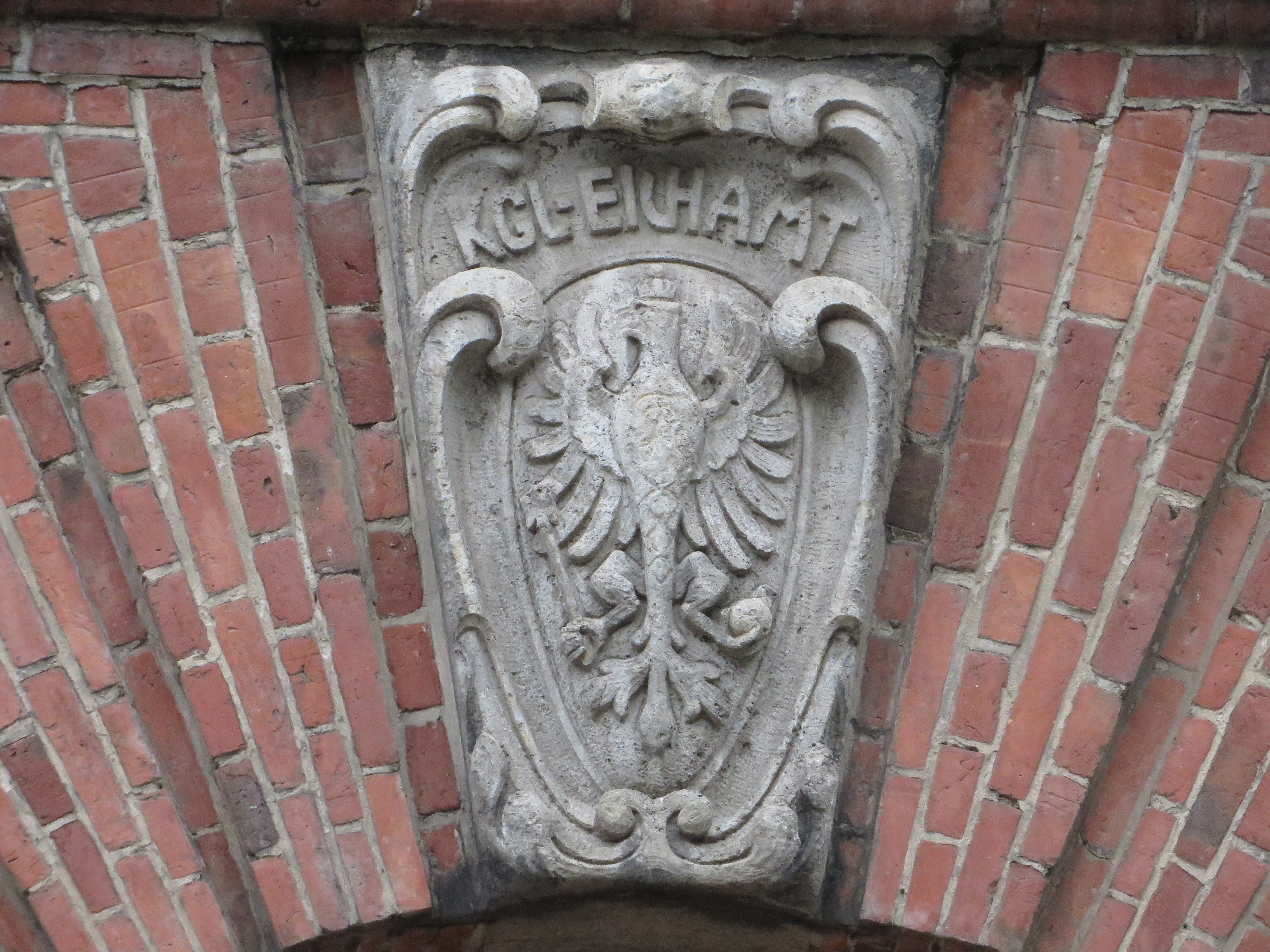
Der Preußische Adler am Eichamt Flensburg erinnert an die 78-jährige Preußenzeit Flensburgs

Mit den Verordnungen vom 22. September 1867 wurden die Herzogtümer Schleswig und Holstein zur Provinz Schleswig-Holstein konstituiert und die unteren Verwaltungsbehörden, wie sonst in Preußen üblich, als Kreise neu umschrieben. Das Herzogtum Schleswig erhielt eine Regierung in der Stadt Schleswig, das Herzogtum Holstein eine Regierung in Kiel. Schon der Erlass vom 20. Juni 1868 ordnete aber die Vereinigung beider Regierungen an, die in Schleswig ihren Sitz haben sollte. Als Zeitpunkt wurde dann der 1. Oktober 1868 bestimmt.
Ab dem 1. Oktober 1868 gab es also nur den Regierungsbezirk Schleswig in dieser Provinz. Die Landesteile bezeichnen die ehemaligen Regierungsbezirke.

### Landesteil Schleswig
Die folgenden Verwaltungsbezirke gehörten auch vor dem 1. Oktober 1868 bereits zum Regierungsbezirk Schleswig:
Kreise
- Kreis Apenrade (bis 1920)
- Kreis Eckernförde
- Kreis Eiderstedt (Kreisverwaltung in Tönning; 1932–1933 mit Kreis Husum zusammengelegt)
- Kreis Flensburg, ab 1889 Landkreis Flensburg, als durch Ausgliederung der Stadt Flensburg der Stadtkreis Flensburg entstand. Die Kreisverwaltung auch des Landkreises blieb in Flensburg.
- Kreis Hadersleben (bis 1920)
- Kreis Husum (1932–1933 mit dem Kreis Eiderstedt zusammengelegt) als Kreis Husum-Eiderstedt (Kreisverwaltung in Husum)
- Kreis Schleswig
- Kreis Sonderburg (bis 1920)
- Kreis Tondern (ab 1920 deutsche Kreisverwaltung in Niebüll, das bei Preußen gebliebene Kreisgebiet wurde als Kreis Südtondern (Kreisverwaltung in Niebüll) neu konstituiert.)

### Landesteil Holstein
Der Regierungsbezirk Holstein hatte seinen Sitz in Kiel. Er wurde mit Wirkung vom 1. Oktober 1868 in den Regierungsbezirk Schleswig eingegliedert. Zum Landesteil Holstein gehörten folgende Kreise:
Stadtkreise
- Stadtkreis Altona (bis 1937, danach Stadt im Land Hamburg und ab 1938 dessen Stadtteil)
- Stadtkreis Kiel (ab 1883, ausgegliedert aus dem Kreis Kiel)
- Stadtkreis Lübeck (ab 1937 zu Schleswig-Holstein)
- Stadtkreis Neumünster (ab 1901, ausgegliedert aus dem Landkreis Kiel)
- Stadtkreis Wandsbek (ab 1901, ausgegliedert aus dem Kreis Stormarn; bis 1937, danach Stadt im Land Hamburg und ab 1938 dessen Stadtteil)

Landkreise
- Kreis Eutin (ab 1937, gehörte vorher zum Großherzogtum bzw. Freistaat Oldenburg)
- Kreis Helgoland (1922–1932; davor – seit 1890 – im Kreis Süderdithmarschen, danach im Kreis Pinneberg)
- Landkreis Kiel (Kreisverwaltung in Bordesholm) (1907 umbenannt in Kreis Bordesholm, 1932 aufgelöst und auf die Kreise Rendsburg, Segeberg und Plön verteilt)
- Kreis Norderdithmarschen (Kreisverwaltung in Heide (Holstein); 1932–1933 mit dem Kreis Süderdithmarschen zusammengelegt zum Kreis Dithmarschen, Kreisverwaltung in Heide)
- Kreis Oldenburg in Holstein (Kreisverwaltung bis 1921 in Cismar)
- Kreis Pinneberg
- Kreis Plön
- Kreis Rendsburg
- Kreis Segeberg
- Kreis Steinburg (Kreisverwaltung in Itzehoe)
- Kreis Stormarn (Kreisverwaltung 1867–1873 im Schloß Reinbek, 1873–1943 in Wandsbek (ab 1923 im heutigen Bezirksamt Wandsbek), ab 1943/1944 im neuen Stormarnhaus in Bad Oldesloe)
- Kreis Süderdithmarschen (Kreisverwaltung in Meldorf; 1932–1933 mit dem Kreis Norderdithmarschen zusammengelegt zum Kreis Dithmarschen, Kreisverwaltung in Heide)

### Landesteil Herzogtum Lauenburg
Erst 1876 wurde das Herzogtum Lauenburg – vorher nur in der Person des Königs mit dem preußischen Staat verbunden – in diesen integriert und der Regierung Schleswig in der Provinz Schleswig-Holstein als Kreis Herzogtum Lauenburg unterstellt.
- Kreis Herzogtum Lauenburg (Kreisverwaltung in Ratzeburg)